# Tactiques d'infanterie
Les tactiques d'infanterie sont la combinaison de concepts militaires et de méthodes de combat utilisées par l'infanterie pour atteindre des objectifs tactiques pendant les opérations militaires. Le rôle de l'infanterie sur le champ de bataille est généralement de venir au contact de l'ennemi pour le mettre hors de combat ou, a contrario, de défendre des positions contre ses attaques et les tactiques d'infanterie sont les moyens par lesquels y parvenir. Traditionnellement, l'infanterie constitue la part principale des forces combattantes d'une armée et, par conséquent, subit souvent les plus lourdes pertes (tués ou blessés au combat et « portés manquants », à l'exclusion des prisonniers de guerre). Tout au long de l'histoire, les formations d'infanterie ont donc cherché à minimiser leurs pertes en attaque et en défense, par des tactiques efficaces.
Les tactiques d'infanterie constituent les plus anciennes méthodes de l'« art de la guerre » et se retrouvent sous diverses formes à toutes les époques. À différents moments, la technologie en cours a eu un impact important sur ces tactiques. En retour, ces méthodes tactiques peuvent à leur tour encourager le développement de technologies particulières, comme dans le cadre de la lutte antichar. De même, à mesure que les armes et les tactiques évoluent, les formations tactiques employées évoluent également, depuis la phalange grecque en passant par le tercio espagnol, la « colonne Napoléon » ou la « Thin red line » (la « mince ligne rouge ») britannique. Au fil du temps, de l'évolution de l'armement et des missions dévolues à l'infanterie, l'effectif des unités engagées a pu également varier considérablement, de plusieurs milliers à quelques dizaines.
Les tactiques de l'infanterie modernes varient selon le type d'unité déployé. L'infanterie blindée ou motorisée est transportée et/ou appuyée dans l'action par des véhicules, tandis que d'autres peuvent effectuer des opérations amphibies depuis des navires, ou en tant que troupes aéroportées, être « insérées » par hélicoptères, parachutages ou planeurs, tandis que l'infanterie légère opère essentiellement à pied. La tactique utilisée varie aussi en fonction de la nature du terrain d'opération : combat urbain, guerre de jungle, opérations en milieu désertique, arctique ou montagneux se mènent en effet dans des conditions et avec des moyens très différents.
Bien que les tactiques de l'infanterie au XXIe siècle reposent sur une grande variété d'armes et d'équipements utilisant diverses technologies, leur principal outil reste le fusil du fantassin, et l'effet dont elles dépendent le plus, en dehors de la nourriture, de l'eau et des munitions, est encore la paire de bottes utilisée pour progresser d'une position à l'autre - cette dernière faisant elle-même l'objet d'études poussées en matière d'ergonomie et de confort. À cet égard, la guerre moderne ne diffère donc pas sensiblement de celle menée à l'époque de Jason de Phères.

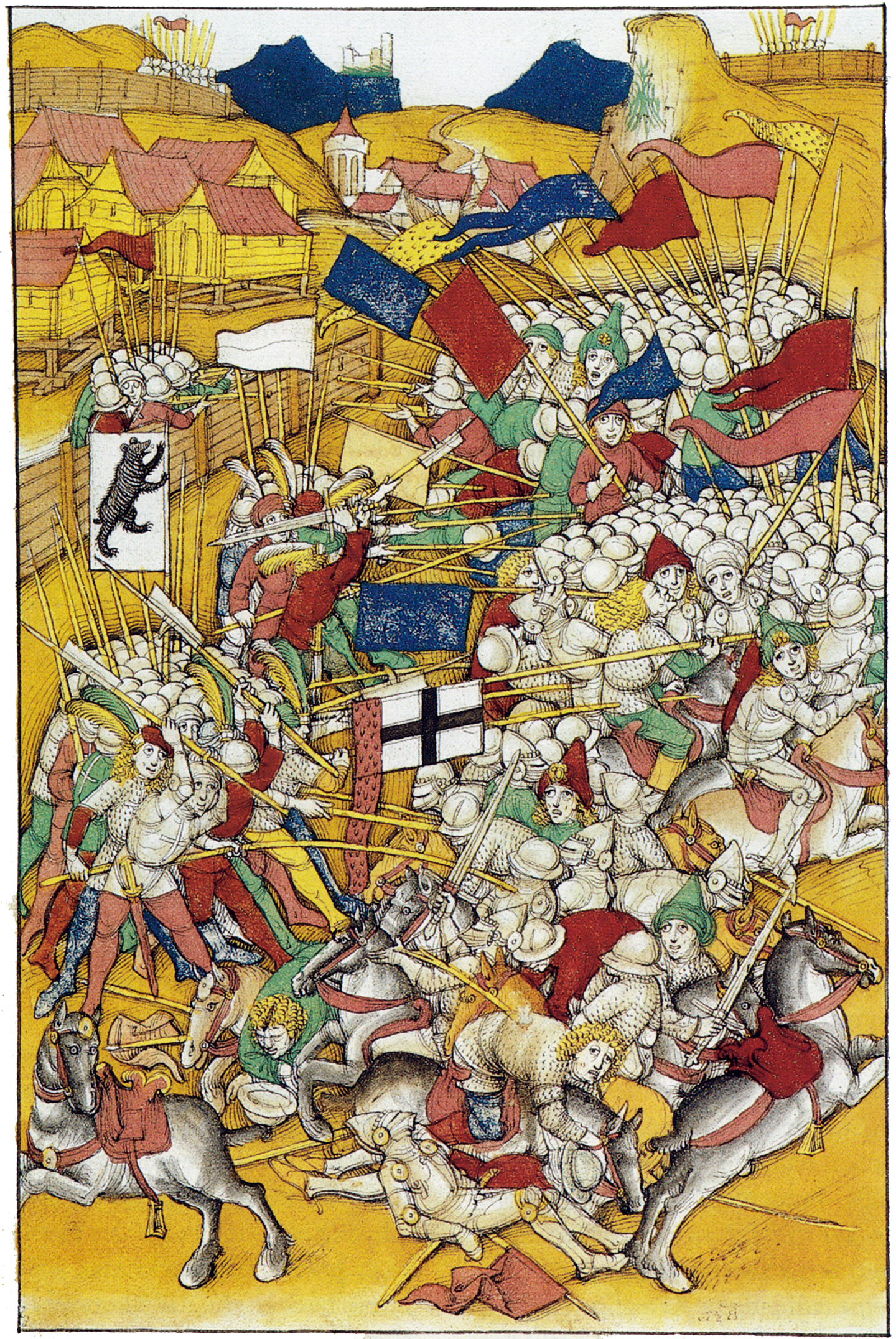
Piquiers du Canton d'Appenzell repoussent les cavaliers de Saint-Gall lors de la bataille du Vögelinsegg en 1403.

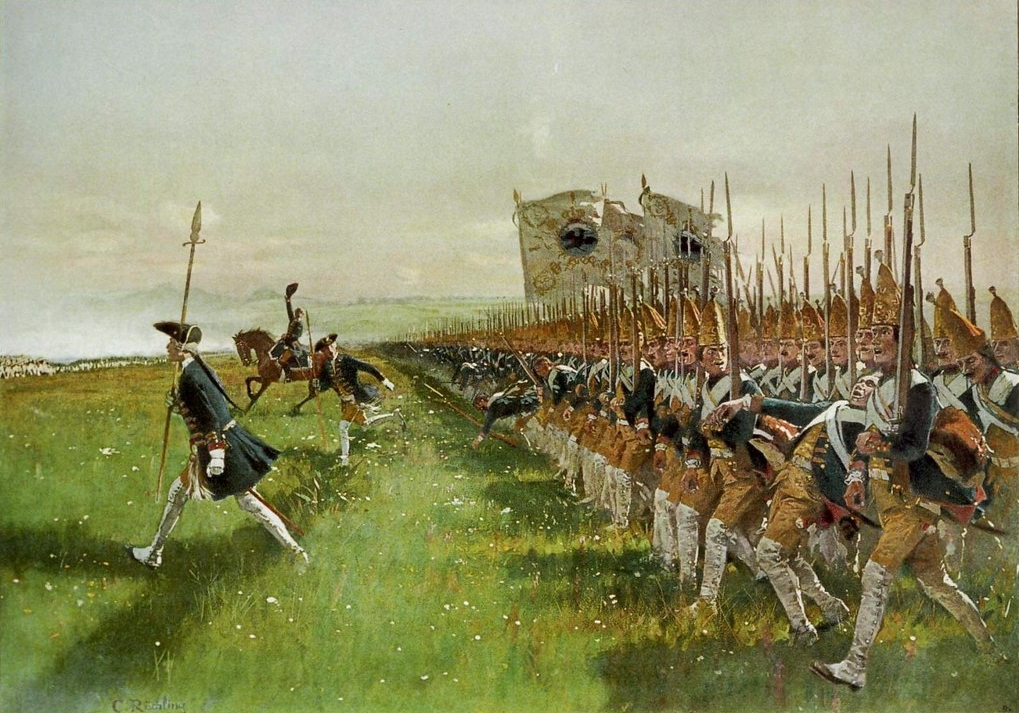
Ligne de Grenadiers prussiens marchant à l'ennemi à la Bataille de Hohenfriedberg (1745).

## Tactiques d'infanterie dans l'Antiquité

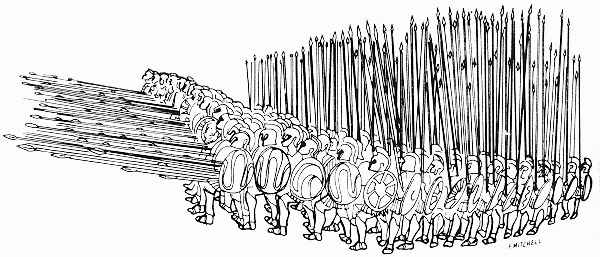
Déploiement de la phalange macédonienne.

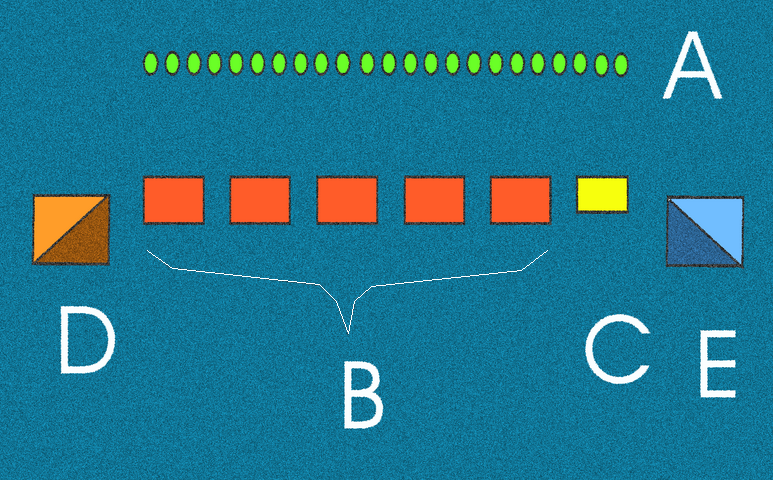
Dispositif de la phalange macédonienne : A) infanterie légère, B) infanterie lourde (hoplites), C) psiloï D) cavalerie légère, E) cavalerie lourde (hétaïres).

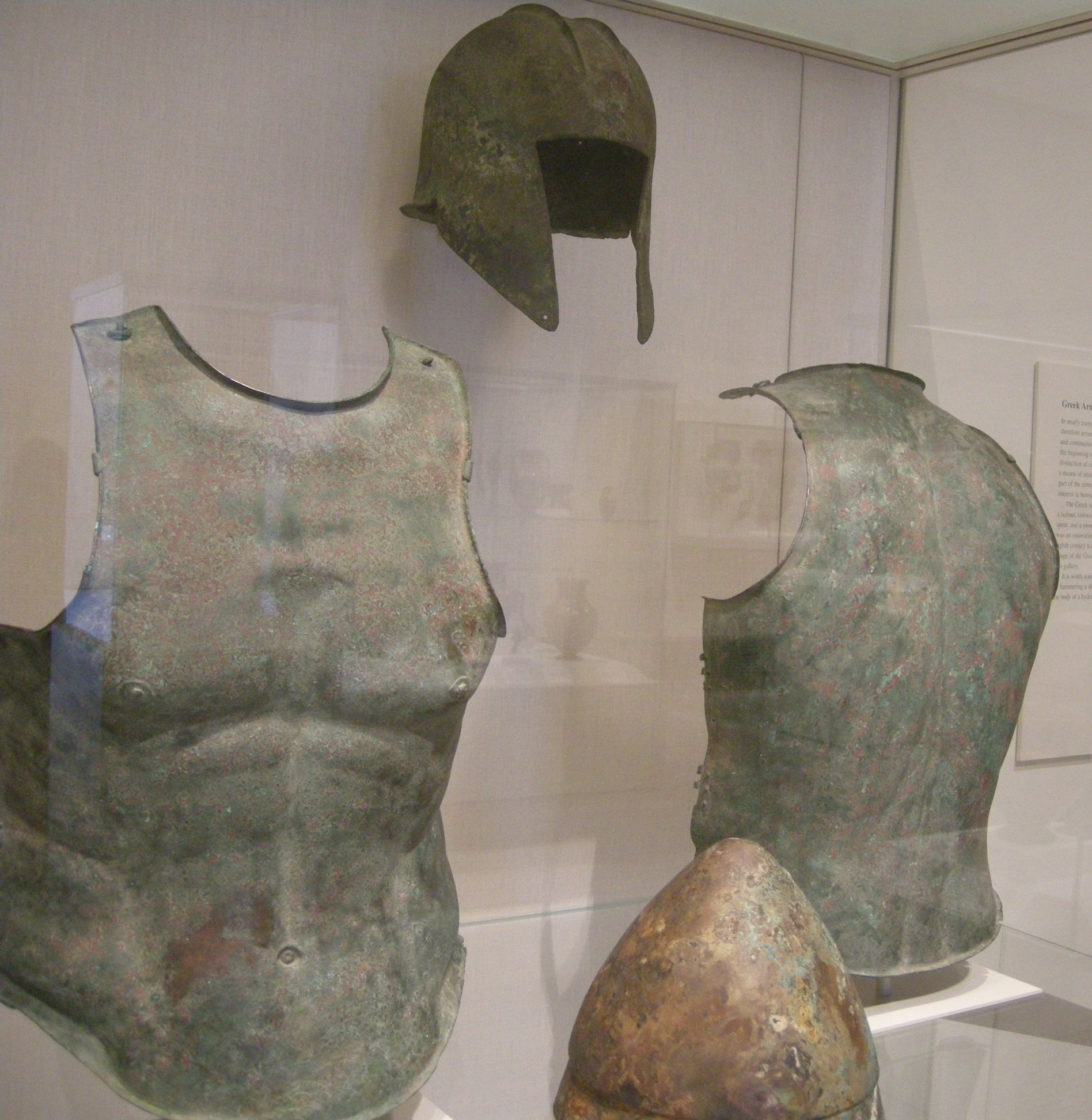
L’armure de l’hoplite.

La phalange d’infanterie est à l’origine une formation tactique sumérienne remontant au troisième millénaire av. J.-C.. Du temps de la Grèce antique, c’était une formation compacte d’hoplites, combattants d’élite issus des classes moyennes et supérieures de la société, généralement de huit à douze rangs de profondeur, casqués, cuirassés et portant cnémides, armés des piques de deux à trois mètres et équipés de larges boucliers ronds se chevauchant.
Les phalanges se révélèrent particulièrement efficaces sur un front étroit, comme les Thermopyles, ou déployées en masse. Bien que les premiers Grecs portassent d'abord leur attention sur la charrerie, en raison de la géographie locale, l’usage de la phalange se développa largement en Grèce et prit l’avantage sur la plupart des tactiques de cavalerie au temps des guerres médiques. Le brillant Philippe II de Macédoine réorganisa son armée, en mettant l’accent sur les phalanges. Les tactiques thébaine et macédonienne étaient des variantes focalisées sur la recherche du « point de rupture » pour briser la cohésion de la phalange ennemie, après le choc de la cavalerie. Soigneusement organisée - tétrarchie de 64 hommes, taxiarchiae de deux tetrarchiae, syntagmatae de deux taxiarchiae, chilliarchiae de quatre syntagmatae, et les phalanges de quatre chilliarchiae, avec deux chilliarchiae de peltastes et deux chilliarchiae respectivement de psiloi et de cavalerie (hipparchie) - les phalanges « simples » pouvaient être combinées en une « grande » phalange comptant quatre phalanges simples, formation comparable, toute proportion gardée, à un « corps d'armée » moderne. Ces formations se révélèrent particulièrement redoutables sous le commandement d’Alexandre le Grand.
Toutefois, quelque efficace qu’ait pu être la phalange grecque, elle restait une formation tactique statique, socialement et militairement rigide. Rome fit de son armée une organisation professionnelle complexe, avec une chaîne de commandement élaborée et un système de « classes de combattants » (légionnaires, auxiliaires, etc.) et de grades. Rome permit aux commandants de petites unités de recevoir des récompenses, des distinctions et de l’avancement pour bravoure au combat. Un autre avantage majeur fut la mise sur pied d'une nouvelle formation tactique, le manipule romain (adopté autour 300 av. J.-C.), qui pouvait agir de façon indépendante pour tirer parti des brèches dans la ligne ennemie, comme ce fut le cas lors de la bataille de Pydna.
Mais l’innovation la plus importante fut sans doute la professionnalisation de l’armée et l’amélioration de la qualité de la formation à un niveau encore jamais atteint auparavant. Bien que les méthodes et techniques de combats individuelles aient été utilisées par les générations précédentes, les Romains ont été en mesure de les combiner au sein d’une armée professionnelle extrêmement performante, qui se révéla capable de vaincre n’importe quel ennemi pendant plus de deux millénaires.

### Systèmes tactiques romains

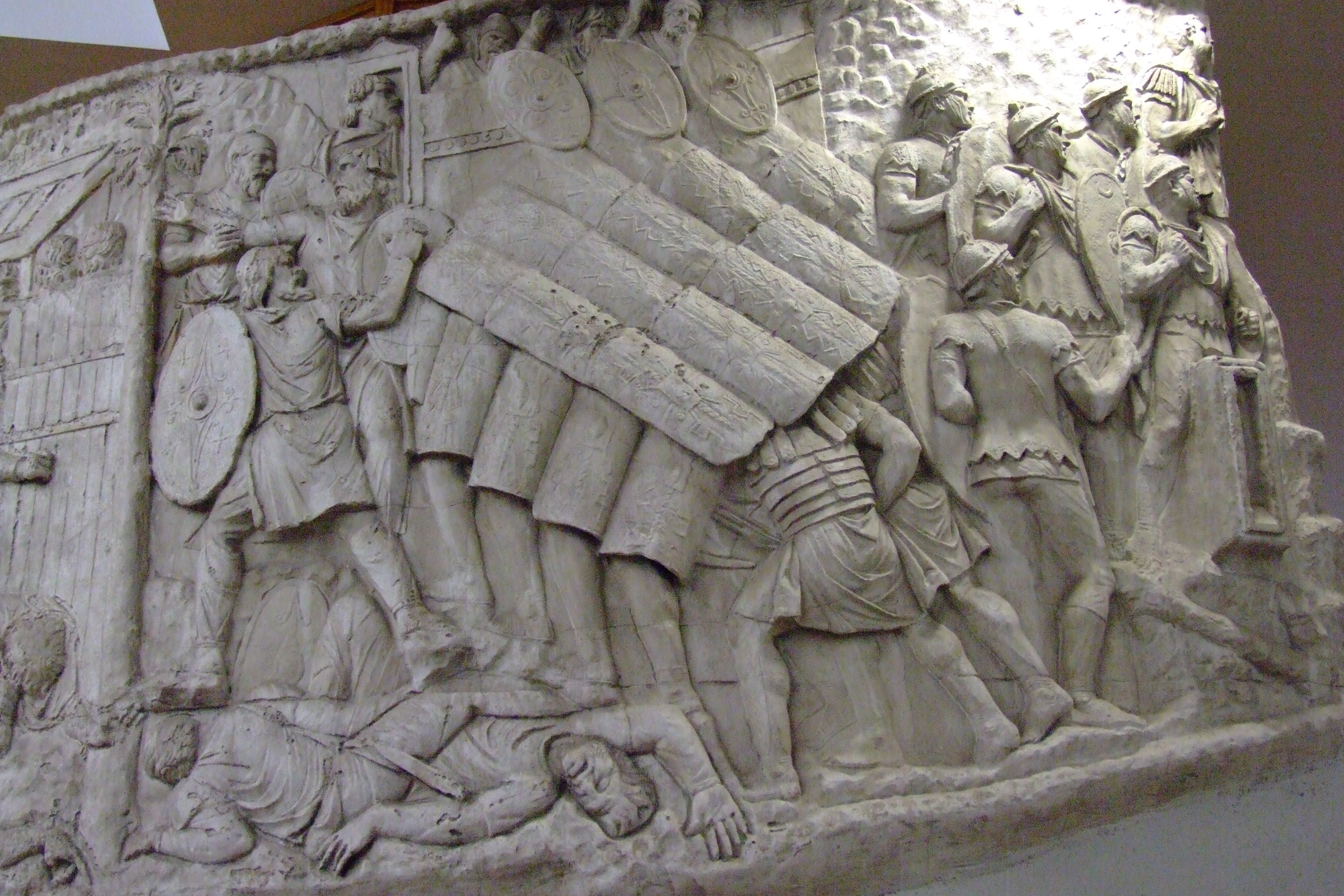
Formation « en tortue » de la légion romaine. Détail de la Colonne Trajane.

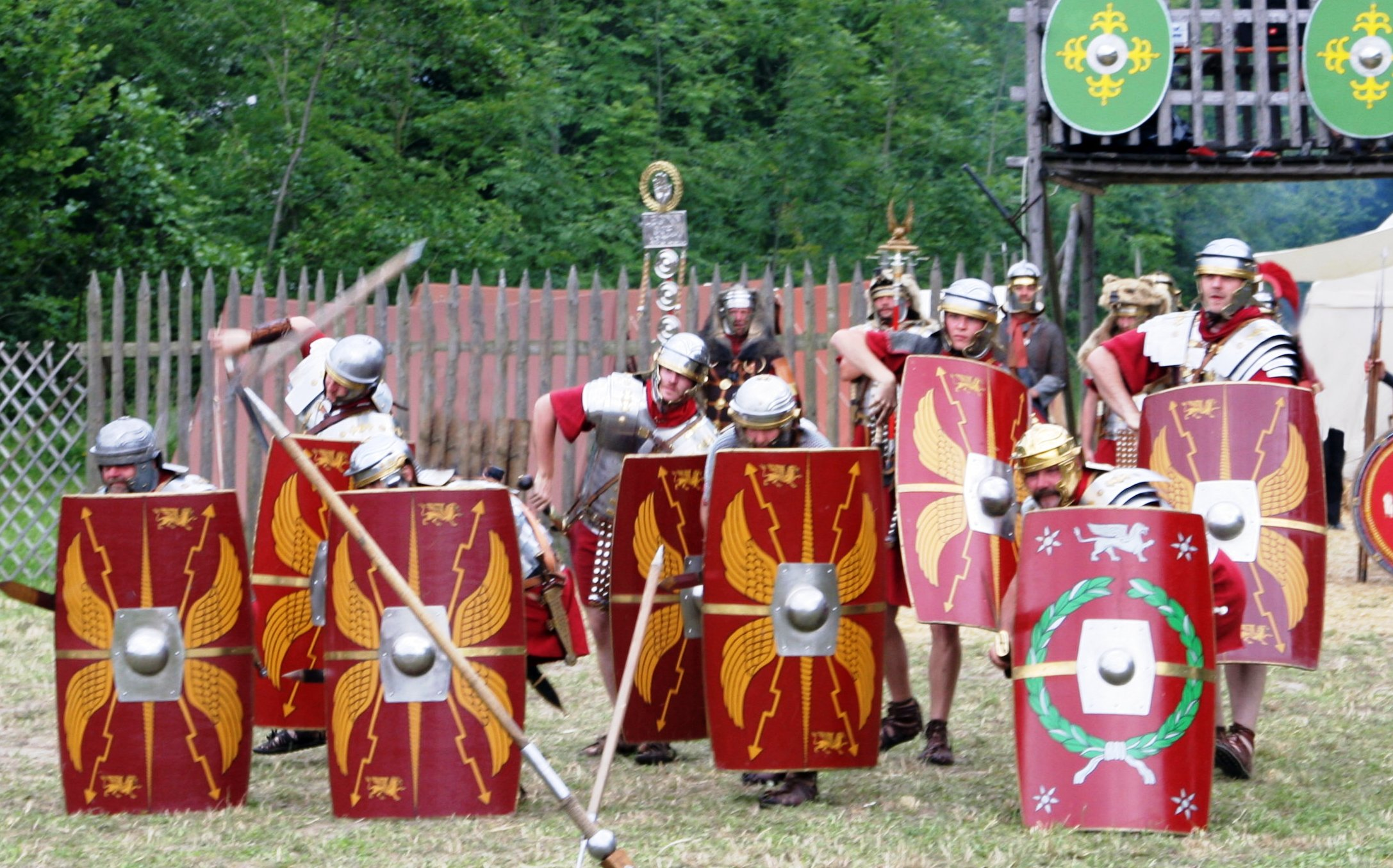
Reconstitution des techniques de combat de la Légion romaine : lancer du pilum.

Pour son infanterie, l'armée romaine adopta de nouvelles armes : le pilum (javelot lourd articulé), le gladius (une épée courte de mêlée pour le corps-à-corps), et un bouclier convexe, assurant une meilleure protection contre les lances qui permettait « d'ouvrir la phalange » pour engager le combat rapproché tout en assurant encore à l'individu la protection collective qu'elle offrait.
En règle générale, la bataille débutait par un jet de javelots légers, efficaces jusqu'à un maximum de 18 mètres (et souvent beaucoup moins), suivi par des volées de javelots lourds (pila). À la suite de ces salves, les soldats romains marchaient à l'ennemi pour l'engager avec leurs glaives. Comme avec leurs lances, les soldats romains étaient formés à « frapper d'estoc » avec leurs épées plutôt que « de taille ». Leur entraînement était constant et répétitif, pour s'assurer que la « frappe d'estoc » était utilisée au combat plutôt que le mouvement plus naturel de « frappe de taille ». Pour encourager le soldat romain à approcher dans les deux mètres son ennemi (comme il était tenu de le faire pour pouvoir l'engager avec le glaive), il était fait « citoyen » après le terme de son service.
La légion manipulaire représenta une amélioration majeure sur la phalange dont elle s'inspirait, en fournissant une flexibilité et une réactivité inégalées jusqu'alors. En augmentant la dispersion de ses éléments, triple de celle que permettait une phalange classique, la légion manipulaire eut l'avantage inattendu de réduire la létalité des armes ennemies. Combinant un entraînement exceptionnel et un commandement efficace, l'armée romaine resta la meilleure au monde pendant des siècles. La puissance de l'armée sur le terrain était telle que ses chefs préférèrent méthodiquement éviter l'usage des fortifications, préférant l'engager à l'adversaire en terrain découvert. Pour prendre une fortification tenue par l'ennemi, l'armée romaine coupait toutes les lignes d'approvisionnement, construisait des tours de guet tout autour du périmètre assiégé, mettait en place des catapultes et forçait l'ennemi à essayer de l'empêcher de réduire ses remparts en ruines. Les succès de l'armée romaine ont été soigneusement « consignés » dans la pierre de la colonne Trajane et sont bien documentés par des pièces archéologiques trouvées sur les champs de bataille de toute l'Europe.

## Moyen Âge

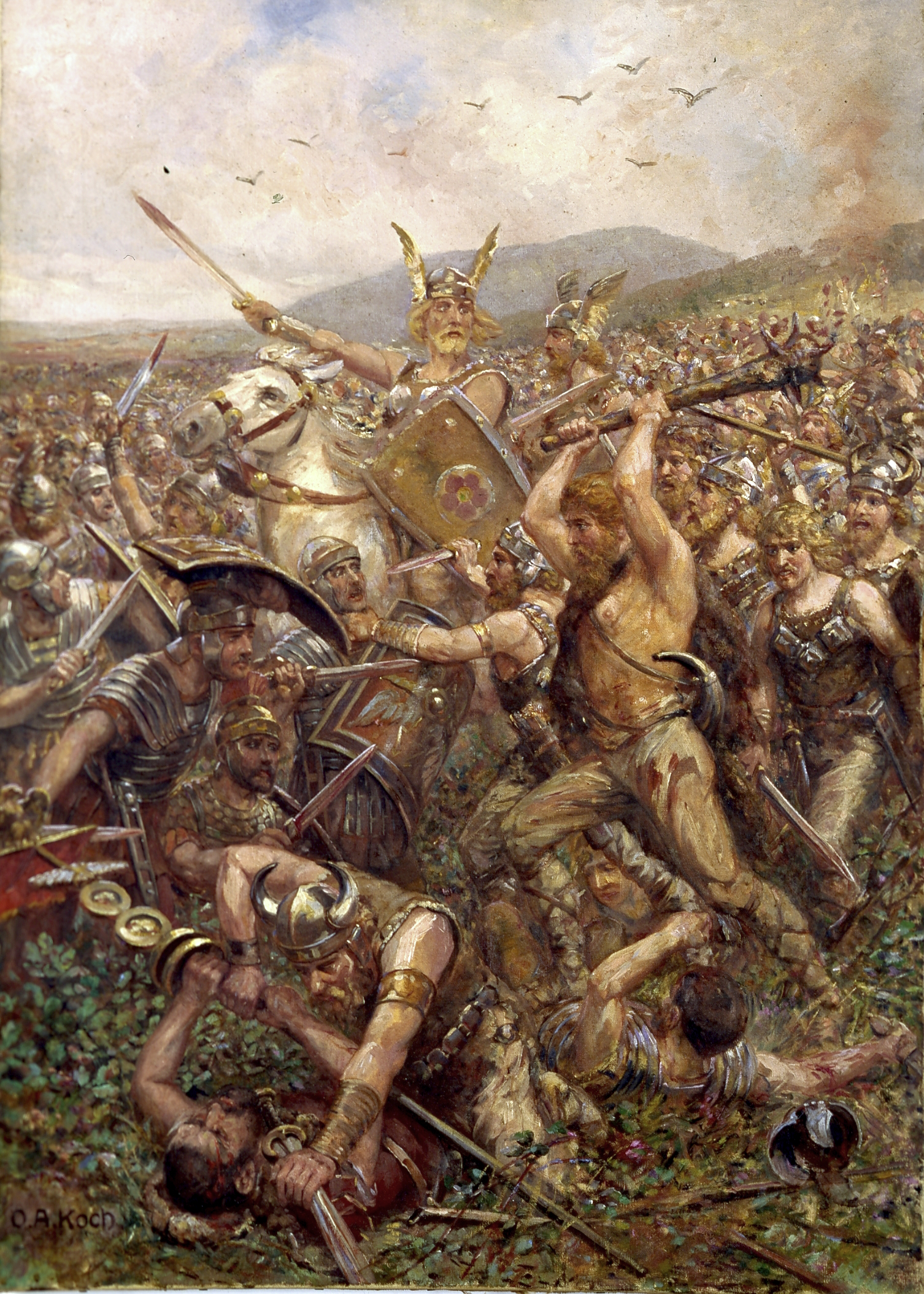
Les hordes germaniques défaisant les légions romaines à la Bataille de Teutobourg.

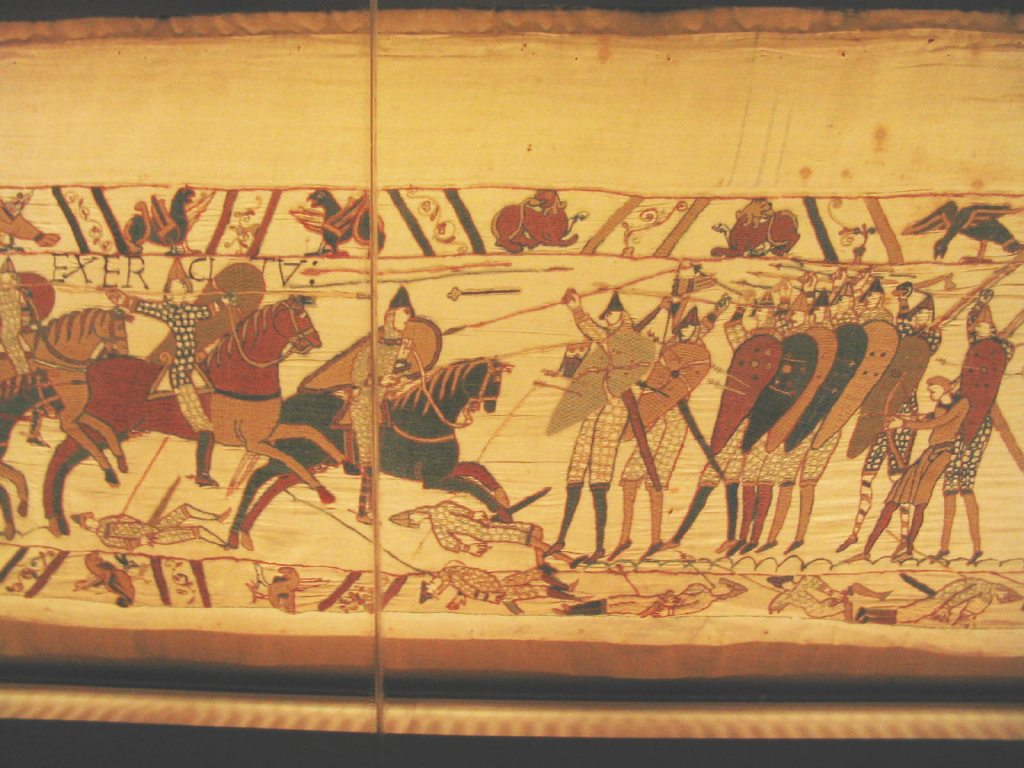
Mêlée de cavalerie et de fantassins pendant la Bataille d'Hastings - Détail de la Tapisserie de Bayeux.

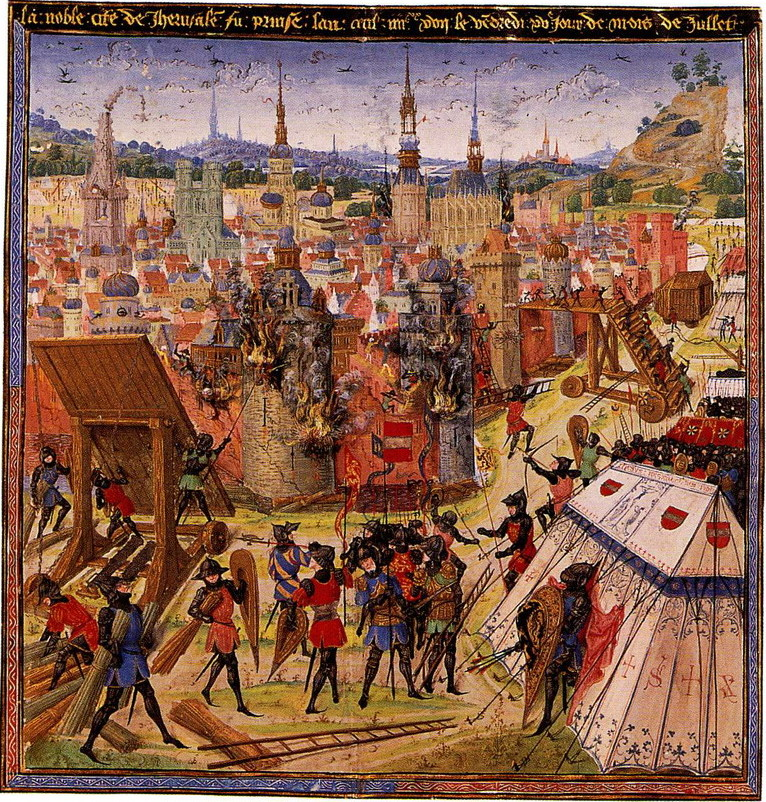
Infanterie pendant le siège de Jérusalem durant la Première Croisade.

### Invasions barbares et Haut Moyen Âge
Après la chute de l'Empire romain, beaucoup des tactiques et méthodes de combat « savantes » de son armée furent perdues ; les tribus barbares telles que les Wisigoths et les Vandales préférant se précipiter tout simplement sur leurs ennemis en horde massive. Ces hordes gagnèrent plus d'une bataille contre des ennemis plus avancés en profitant de l'effet de surprise et du nombre.
Né de la partition de l'Empire romain, l'Empire byzantin se dota d'une force militaire efficace. Ses soldats étaient bien rémunérés et dirigés par des commandants instruits dans la tactique militaire et l'histoire. Cependant, cette armée s'est principalement appuyée sur sa cavalerie et ses corps de mercenaires, faisant de son infanterie la portion congrue de ses forces armées.

### Époque féodale
Les batailles du Moyen Âge furent souvent de moindre « amplitude » que celles impliquant les armées romaines et grecques de l'Antiquité, les armées de l'époque étant assez disparates et hétérogènes, ceci s'expliquant notamment par le caractère assez décentralisé des états de l'époque. Il y avait peu d'organisation systématique des fournitures et du matériel, les chefs étaient souvent incompétents, leur position d'autorité étant plus souvent fondée sur la naissance que sur la capacité. La plupart des soldats étaient bien plus fidèles à leur seigneur féodal qu'à leur « nation » et l'indiscipline et l'insubordination étaient courantes.
La principale différence entre les guerres précédentes et celles du Moyen Âge a été l'utilisation de la cavalerie lourde, fournie par les chevaliers. Les chevaliers venaient régulièrement à bout de la « piétaille » armée d'épées, de haches et de pieux - voire d'outils agricoles ou de bâtons - car, bien que fréquemment plus nombreuse que ceux-ci, dans un rapport allant parfois de cinq à dix contre un, elle était généralement reléguée à un rôle de soutien et de protection des bagages. L'infanterie armée de piques pouvait contrer la menace posée par la cavalerie ennemie ; fossés, barricades ou pieux étaient également utilisés comme protection contre la charge de cavalerie, tandis que les archers abattaient les cavaliers ennemis par leurs volées de flèches, comme lors de la Bataille d'Azincourt en 1415.
Les piquiers constituaient l'essentiel des milices communales, la pique pouvant mesurer plus de cinq mètres de long, tandis que la lance ne mesurait que d'un mètre quatre-vingt à deux mètres cinquante. Des archers pouvaient être intégrés dans ces milices de lanciers et de piquiers, les traits décimant l'ennemi tandis que lances et piques le tenaient à distance. La panoplie des armes d'hast fut encore améliorée avec l'introduction de la hallebarde qui, de la longueur d'une lance, était armée d'un fer combinant une lame de hache et une pointe qui permettaient de frapper « de taille et d'estoc ». Avec la pique, elle constitua l'arme de prédilection de la redoutable infanterie suisse à la fin du Moyen Âge.

### L'arc et l'arbalète

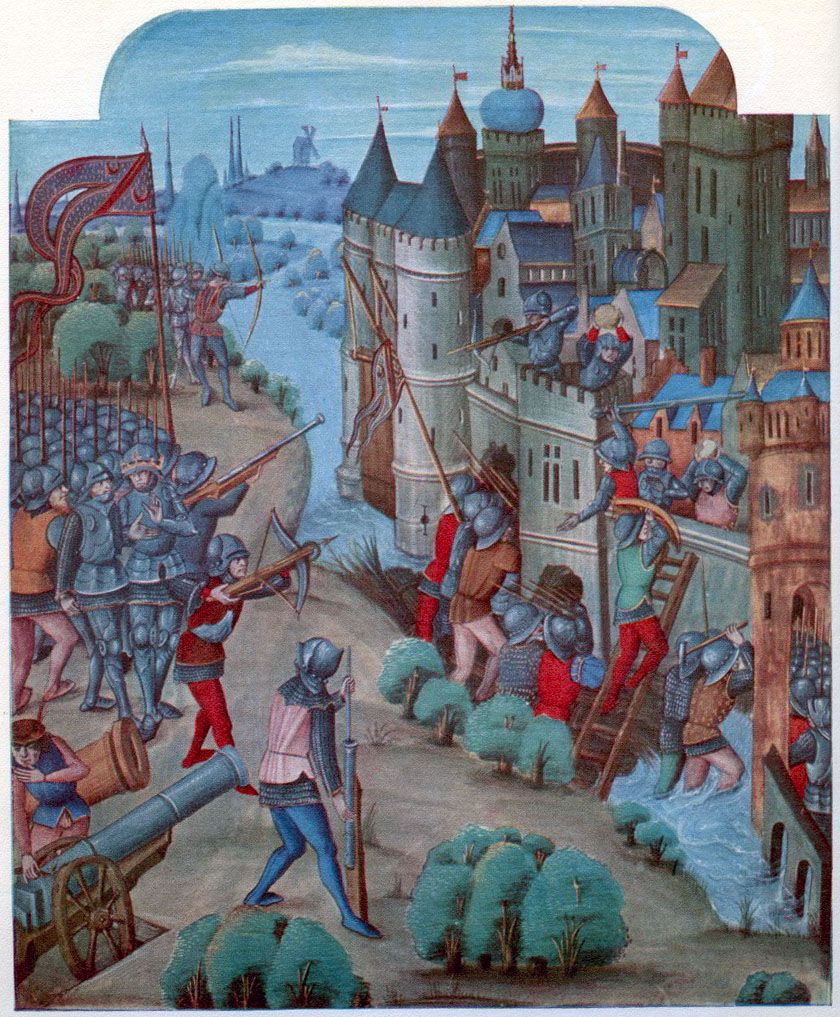
Scène de siège à la fin du Moyen Âge (fin du XVe siècle). L'infanterie y est représentée amplement dotée d'armes de tir et notamment de couleuvrines ou « canons à main », précurseurs de l'arquebuse. L'usage de plus en plus généralisé des armes à feu mettra finalement un terme à la prépondérance de la Chevalerie sur les champs de bataille de la Renaissance, l'infanterie, appuyée par l'artillerie, devenant désormais la « reine des batailles ».

L'arbalète, dont l'usage n'exigeait pas une formation similaire à celle des archers, se généralisa dans les armées où cette formation requise pour l'utilisation de l'arc long n'était guère possible. Le principal inconvénient des arbalètes était le long temps de réarmement/rechargement. Toutefois, grâce aux perfectionnements techniques comme le cranequin, les arbalètes devinrent plus puissantes, pouvant percer de leurs carreaux des armures qui résistaient aux traits des arcs et des arbalètes plus anciennes. Le pape Innocent II les frappa d'interdiction mais l'usage s'en généralisa cependant.

### Le développement des armes à feu: artillerie et «canons à main»
Les premières pièces d'artillerie utilisant la poudre à canon étaient en général constituées d'un tube en métal attaché à un châssis en bois.
Par la suite apparurent les « canons à mains » portables. La première arme à feu portative apparait au milieu du XIVe siècle. Au XVe siècle, le trait à poudre se perfectionne et donne naissance à la couleuvrine puis à l'arquebuse. Ces armes à feu anciennes pouvaient au mieux ne tirer que quelques coups et n'étaient guère précises, étant habituellement utilisées du haut des murs de fortification ou en embuscade. Comme l'arbalète, le « canon à main » ne requérait pas de grande formation et pouvait percer l'armure portée par les soldats ennemis. Les « missiliers » (quelle que soit leur arme) étaient protégés par des soldats pourvus d'armes blanches, armes de mêlée ou d'armes d'hast. Les chevaliers étaient alors déployés en « flanc-garde » de cette masse d'infanterie pour charger sur l'ennemi et le tailler en pièces après qu'il fut affaibli par les volées de traits et les salves.
L'introduction des armes à feu préluda à une véritable « révolution sociale » dans l'art de la guerre au cours de la Renaissance car désormais même un paysan illettré pouvait tuer un noble chevalier. Dans le Japon médiéval, ce facteur conduisit les samouraïs à interdire l'usage des armes à feu.

## Période moderne (XVIe–XIXesiècles)

### Renaissance

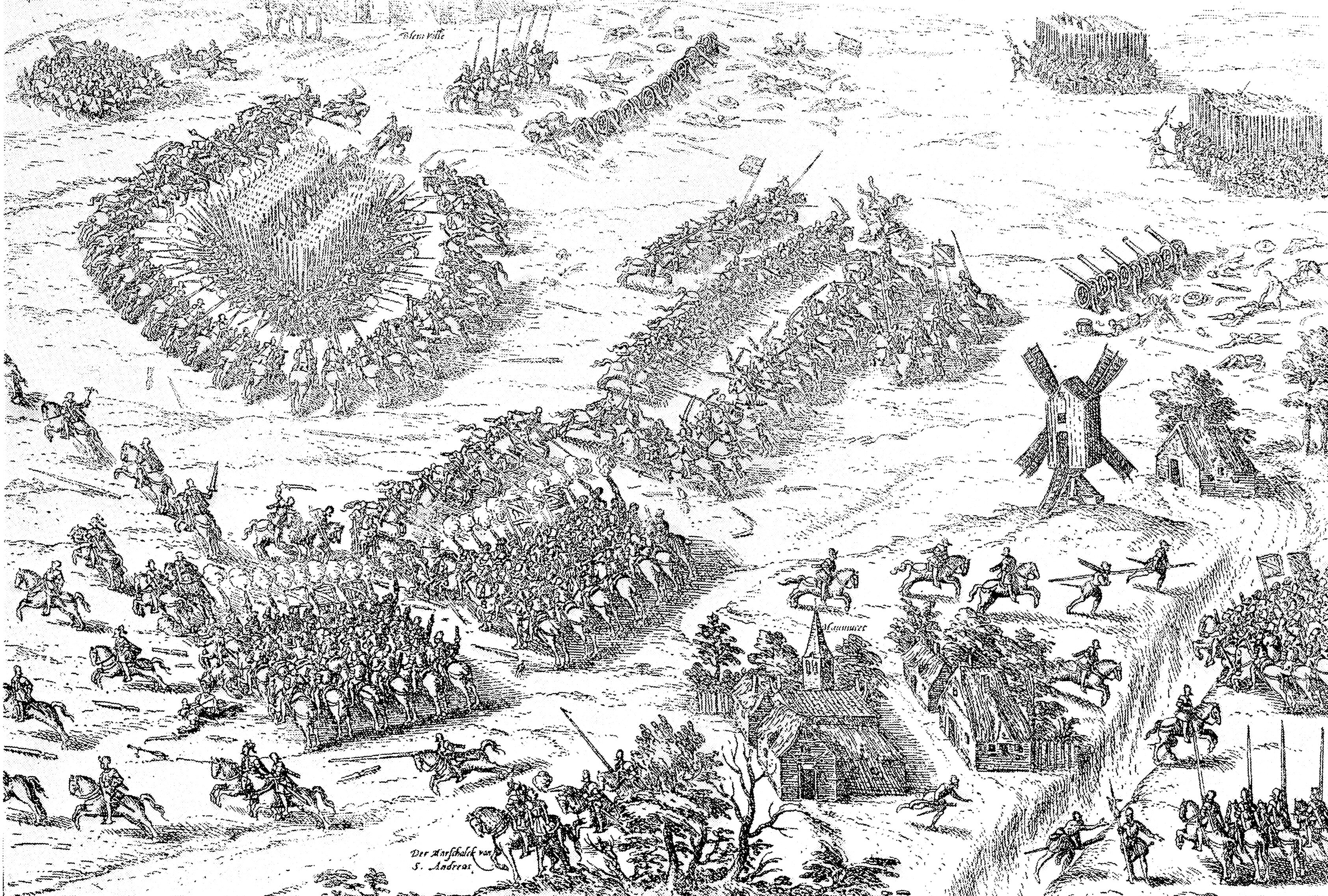

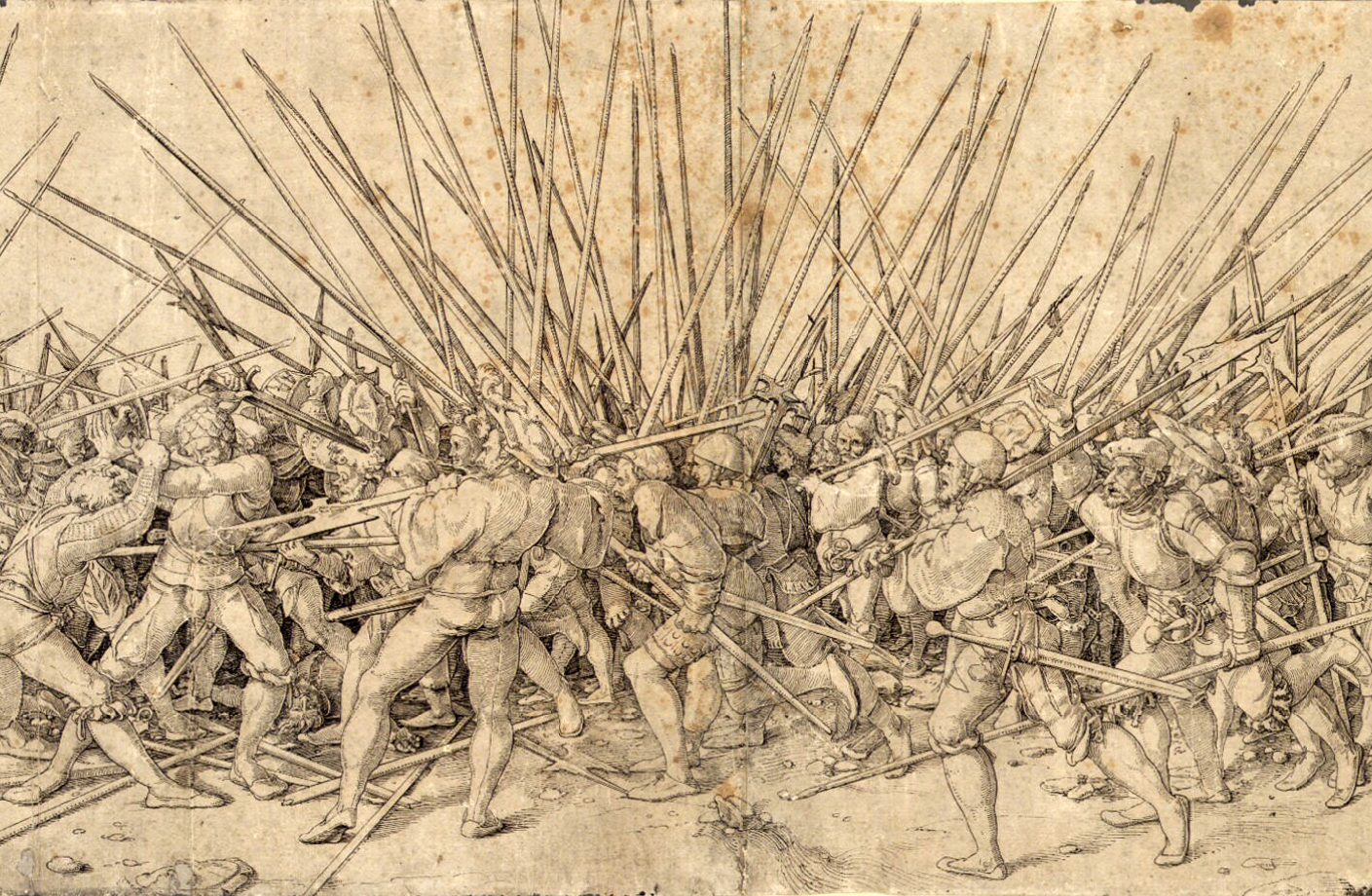
Mêlée d'infanterie suisse et de Landsknechts. Gravure d'Hans Holbein le Jeune (Albertina, Vienne).

Les armes à feu devenant moins coûteuses et plus performantes, leur usage se généralisa dans l'infanterie dès le début du XVIe siècle. Exigeant peu d'entraînement, elles ne tardèrent pas à rendre les armes de mêlée, épées, massues et autres, ainsi que l'arc, obsolètes. La pique demeura plus longtemps en service au sein de formations composites de piquiers et de mousquetaires. Dès le milieu du XVIe siècle, les armes à feu étaient devenues les principales armes dans de nombreuses armées, l'arme à feu principale de cette période étant l'arquebuse. Bien que moins précis que l'arc, une arquebuse pouvait percer la plupart des armures de l'époque. Par réaction, le blindage des armures s'épaissît, ce qui les rendait lourdes et coûteuses. En conséquence, la simple cuirasse et la « demi-armure » remplacèrent cottes de mailles, hauberts et armure complète.
Les soldats armés d'arquebuses étaient habituellement déployés sur trois lignes de telle sorte que l'une était capable de tirer tandis que les deux autres rechargeaient, cette tactique permettant un feu roulant quasi constant qui compensait l'imprécision de l'arme. Pour tenir la cavalerie à distance, des pieux, herses ou chevaux de frise en bois et des piquiers étaient déployés en avant des arquebusiers - comme lors de la bataille de Nagashino, au Japon.

### XVIIe–XVIIIesiècles

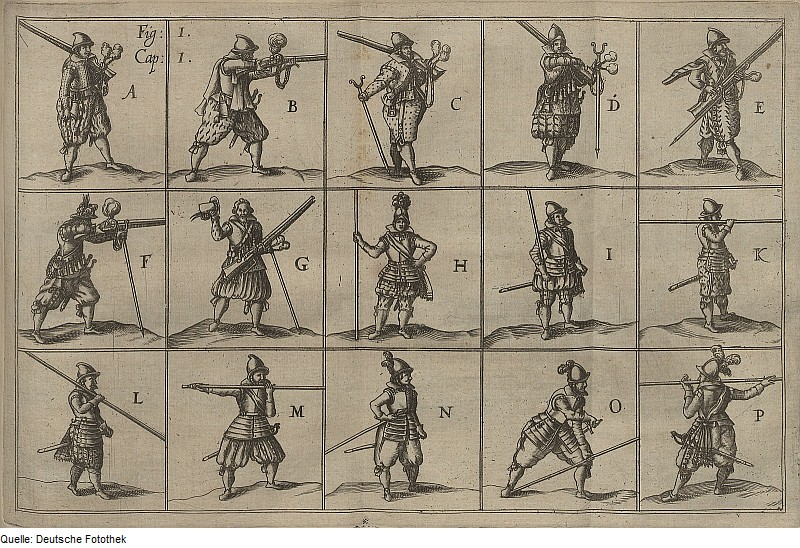
Piquier et mousquetaire au début du XVIIe siècle d'après un ouvrage allemand de 1616.

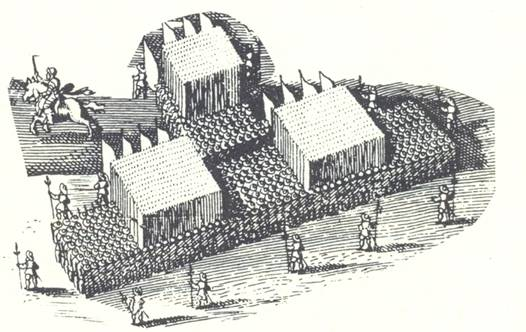
Formation d'infanterie suédoise à l'époque de la Guerre de Trente Ans.

Le XVIIe siècle fut notamment marqué par la Guerre de Trente Ans et la Guerre civile anglaise, conflits au cours desquels l'infanterie était avant tout constituée de piquiers et d'arquebusiers/mousquetaires. L'introduction de la baïonnette transforma chaque mousquetaire en piquier, entraînant finalement la disparition des piquiers et des armes d'hast du champ de bataille au tout début du XVIIIe siècle.
Le « drill » des soldats fut introduit par le prince Maurice de Nassau  et était détaillé et exécuté avec précision, chaque mouvement requis par le chargement/rechargement du fusil étant pratiqué à plusieurs reprises, ce qui se révéla un grand avantage sur les champs de bataille. Plus tard, Gustave Adolphe de Suède perfectionna encore les formations d'infanterie et fit bon usage de la puissance de feu de la volée, en adoptant des platines de mousquets plus fiables, débarrassant les fantassins de leurs armures pour les rendre plus mobiles et augmentant le nombre de mousquetaires, remplaçant les piquiers grâce à la baïonnette tout en adoptant la cartouche en papier, assurant une augmentation conséquente du volume et de la cadence du feu tout en rationalisant la manœuvre de rechargement du fusil.
En règle générale, lors des « batailles rangées », les deux camps se déployaient en lignes et échangeaient des volées avant que l'un ou l'autre n'engage une charge à la baïonnette. En raison du coût élevé des armées professionnelles, une « ligne de bataille » typique était composée de deux ou trois lignes de mousquetaires - ces principes de base marquant l'« art de la guerre » tout au long du XVIIIe siècle.
Les « formations de combat » devinrent de plus en plus importantes, notamment lorsque l'infanterie était attaquée par la cavalerie - comme le « carré », où les blessés, les réserves et les officiers étaient protégés au centre, la cavalerie ne pouvant en théorie pas rompre un carré bien tenu.

## Début duXIXesiècle

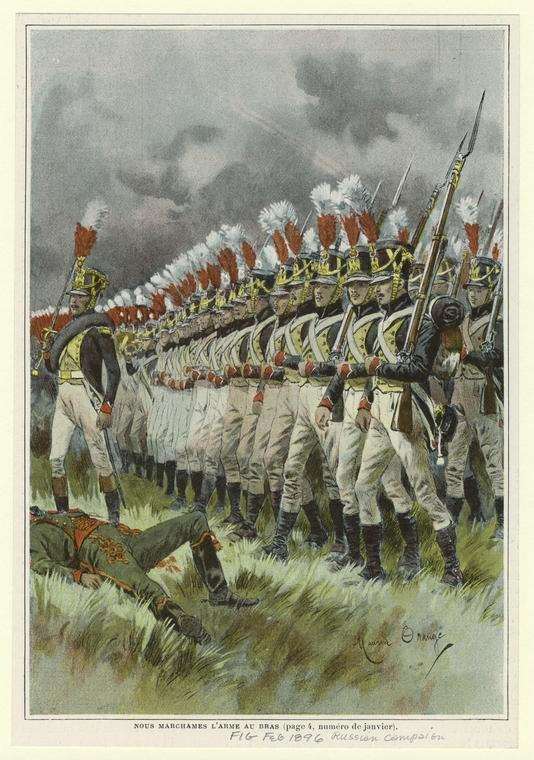
Colonne d'attaque de l'infanterie française en Russie en 1812.

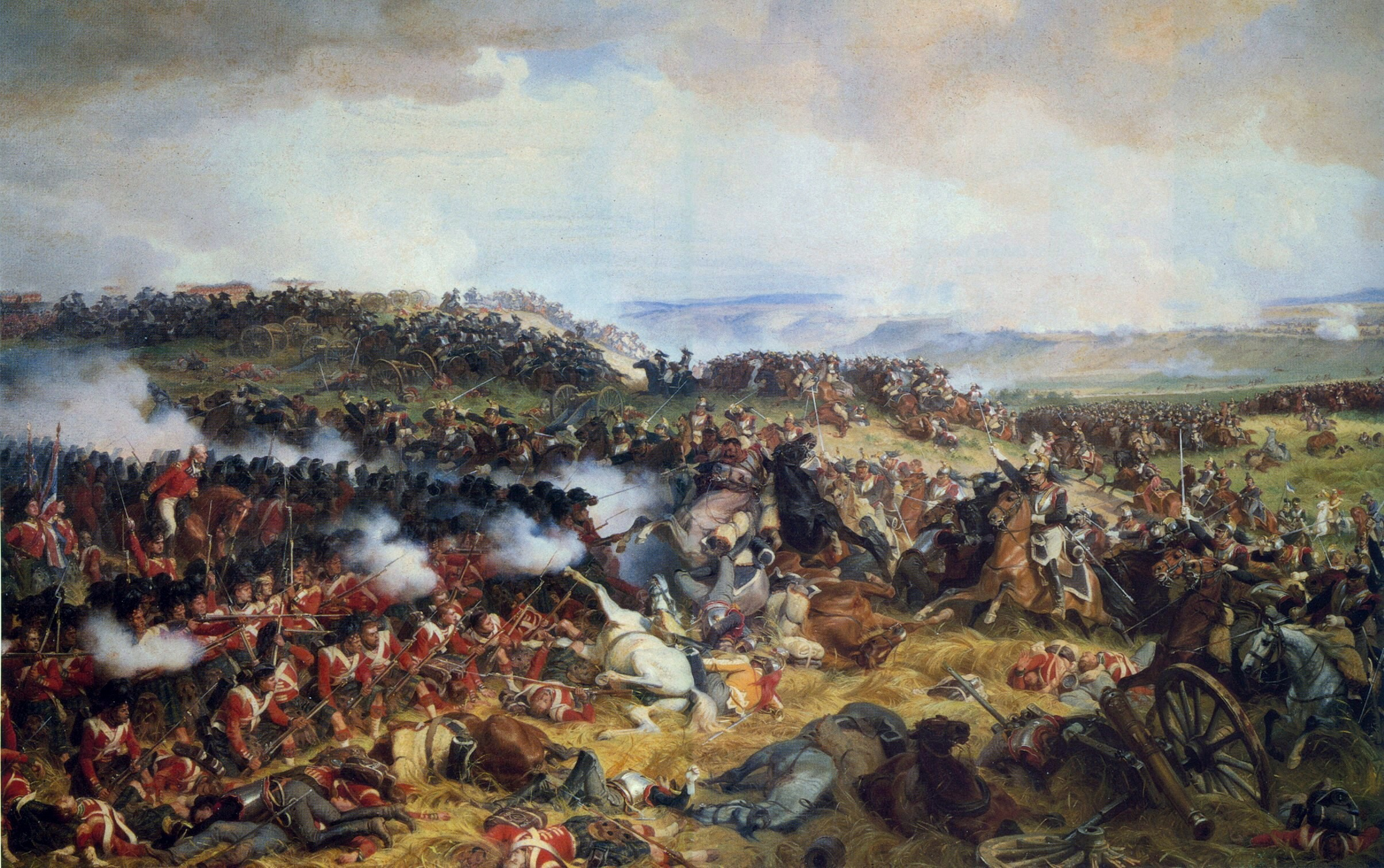
Carré d'infanterie britannique recevant la charge des cuirassiers français à la Bataille de Waterloo.

Napoléon Bonaparte contribua grandement à changer l'« art de la guerre » au début du XIXe siècle. L'un des « legs tactiques » napoléoniens des plus importants est notamment l'utilisation systématique et méthodiquement organisé du « fractionnement » de ses armées en « sous-ensembles » d'unités dispersées sur une zone d'opération la plus large possible mais restant sous son commandement centralisé, à la différence des époques précédentes où chaque corps d'armée combattait de façon indépendante. Cela lui permettait de forcer le sort d'une bataille en tournant ou en encerclant l'armée ennemie avec l'un ou l'autre de ses corps de bataille, alors qu'aux époques antérieures les armées ne se rencontraient en « batailles rangées » que par convenance mutuelle ou à la suite d'une manœuvre surprise les ayant piégées contre un obstacle, comme une rivière - à l'image des batailles de Blenheim (1704) ou de Ramillies (1706).
Napoléon s'est fortement appuyé sur ses « colonnes », formations de moins d'une centaine d'hommes de large, regroupant une brigade entière en rangs serrés et venant au contact de l'ennemi à la pointe des baïonnettes. Le mouvement constant et la masse considérable de cette formation pouvaient percer toutes les lignes ennemies, mais la colonne pouvait être brisée par un feu nourri ou bien discipliné car elle ne pouvait elle-même faire usage de ses armes en avançant. Son principal avantage était sa capacité à marcher vivement puis à se déployer rapidement et facilement en ligne, surtout avec des troupes aguerries telles celles dont il disposa après les campagnes de la Révolution française. Ces armées ont largement « surclassé » leurs contemporaines qui avaient à se déplacer lentement pour garder leur alignement cohérent et ainsi maintenir leur cavalerie sur leurs arrières. Pour ces armées, manœuvrant encore comme à l'époque de Frédéric le Grand, les espaces pouvaient être gardés par le feu des fusils mais la « ligne » devait être bien gardée, et celle-ci pouvait être facilement « perdue » en terrain légèrement vallonné à mesure que les fantassins ralentissaient ou accéléraient le pas à travers les accidents du terrain, la seule solution étant alors de ralentir le mouvement. La colonne offrait une manœuvrabilité tactique supérieure donc une chance plus grande de déjouer les manœuvres de l'ennemi et de le déborder, ou, plus important encore, de se porter efficacement contre les points faibles de son dispositif. Napoléon était aussi un fervent utilisateur de l'artillerie - il a commencé sa carrière comme officier d'artillerie - qu'il utilisa avec une grande efficacité en raison de ses connaissances spécialisées. L'armée française après la Révolution française était très motivée et, après les réformes de 1791, bien rompue aux nouvelles tactiques de la doctrine la plus moderne.
Même si ses ennemis ont finalement vaincu Napoléon, sa tactique fut étudiée et appliquée pendant tout le XIXe siècle, alors même que le perfectionnement des armes rendait les attaques massives d'infanterie de plus en plus hasardeuses. La tactique de la colonne, en raison de sa maniabilité et sa facilité de contrôle, fut également utilisée lors des guerres coloniales et son usage perdurera jusqu'aux premières campagnes de la Première Guerre mondiale.

## Guerre en montagne
Au cours de la guerre d'Afghanistan (1979-1989), les forces armées soviétiques affrontèrent les moudjahidins, rebelles montagnards afghans organisés en petites unités locales ou tribales. Bien que l'armée soviétique disposât d'une plus grande puissance de feu et d'un équipement moderne, elle ne fut pas en mesure de venir à bout de combattants maîtrisant parfaitement les tactiques de guérilla et de combat en montagne.
Les Soviétiques tentèrent de contrer les tactiques de « guérilla en montagne » des moudjahidins de diverses manières. Les spetsnaz furent largement utilisées dans des « opérations spéciales » par déploiements héliportés dans des zones identifiées comme zones souvent traversées par les combattants afghans ou sur des sites connus d'embuscades. Les tactiques des spetsnaz se révélèrent efficaces contre les moudjahidins parce qu'elles étaient très similaires à celles employées par leurs adversaires, chars et avions se révélant moins efficaces en raison de la nature du terrain et de la mobilité de l'ennemi sur celui-ci. Les seules technologies ayant eu un impact significatif contre la guérilla moudjahidin furent les mines et les hélicoptères, même si au fil du temps, la rébellion afghane put trouver des moyens de les contrer.

## Le combat urbain et la lutte anti-insurrectionnelle

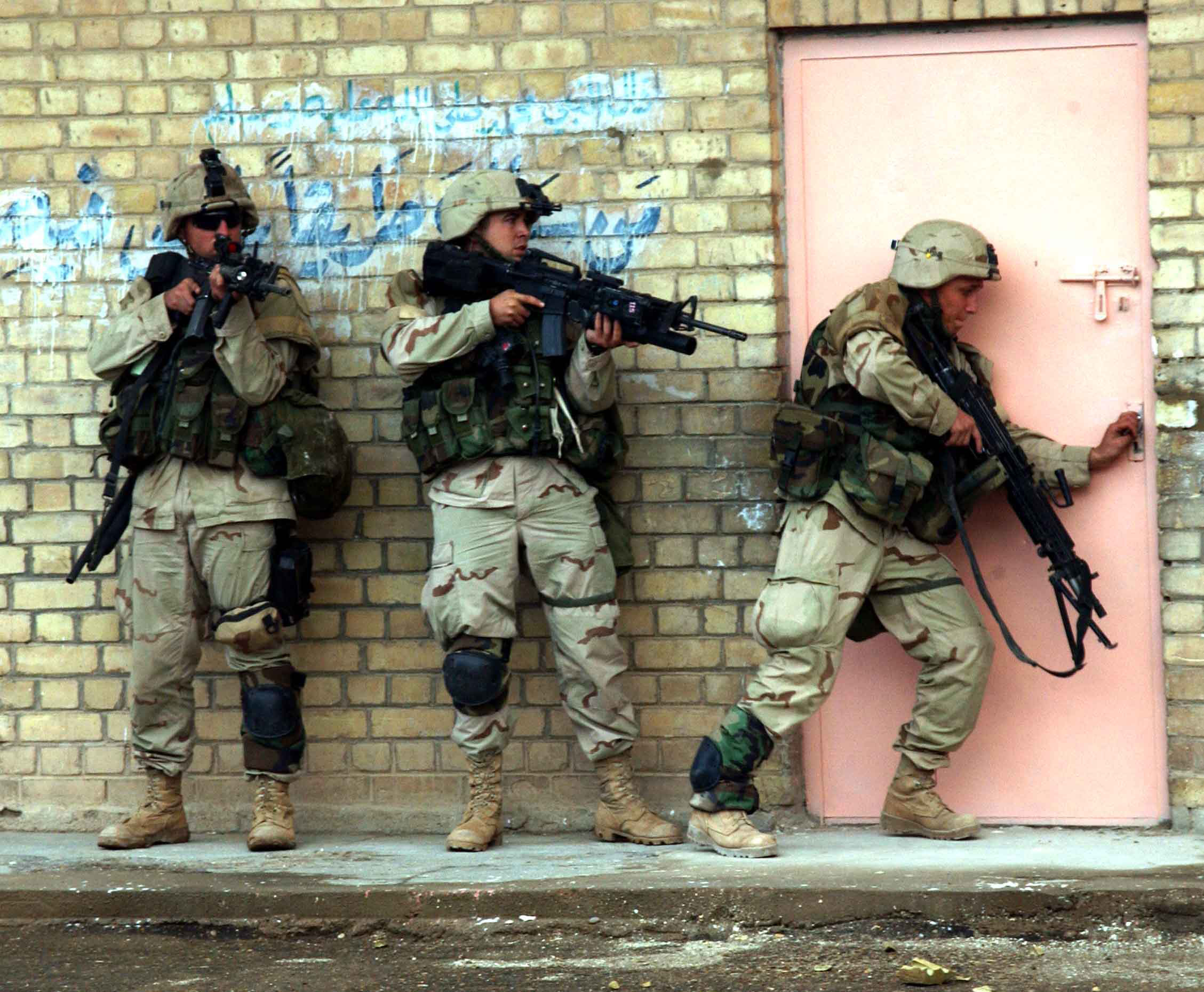
Fantassins de la Cavalry Division américaine progressant dans les rues de Fallujah.